# Scârbă

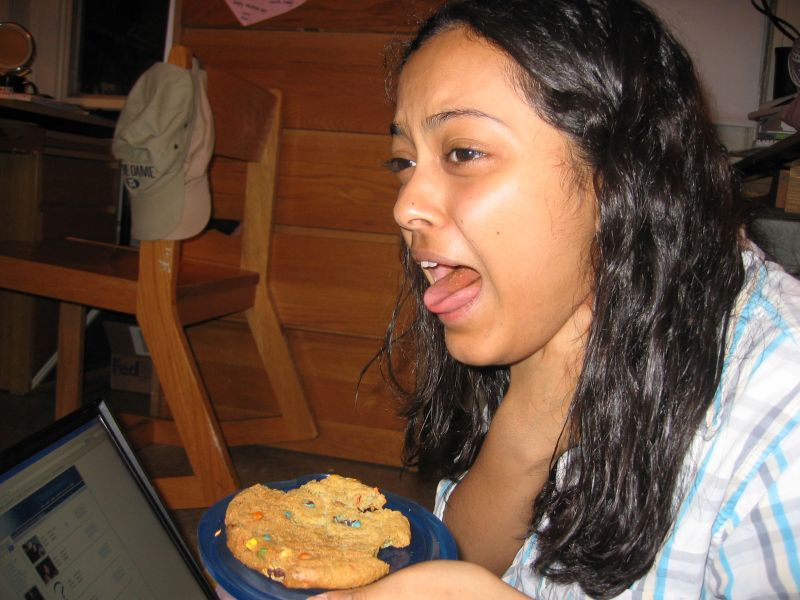

Scârba (dezgust, greață, silă) este un sentiment de respingere fizică și morală a unui lucru sau fapt considerat imoral, impur, murdar, nesănătos, dezgustător. În comparație cu alte forme de respingere, scârba se manifestă prin ample manifestări corporale precum: greața, voma, transpirație, scăderea tensiunii corporale, tahicardie chiar și amețeli.
Știința consideră scârba o emoție elementară și nu un instinct datorită faptului că se dobândește și se dezvoltă prin procesul de socializare și nu este ceva cu care te naști.
Scârba își are sediul în amigdalele cerebrale care aparțin de sistemul limbic, loc în care se nasc mai multe alte emoții.
În toată lumea lucrurile considerate cele mai scârboase sunt: hoiturile, răni mari, unele lichide corporale (urină, puroi, mucus, salivă, sputa), materiile fecale, unele animale și insecte (viermi, șobolani, etc). Această emoție ține și de cultura din care fiecare om face parte, sunt țări în care consumul de unii viermi, melci, etc provoacă poftă în timp ce în altele scârbă.
Studiile au demonstrat că asociațiile psihologice au un rol fundamental în dezvoltarea dezgustului. În urma unor experimente s-a constatat că multor persoane li s-a părut scârbos și au refuzat să mănânce supă în care s-a amestecat cu un pieptăn nou, de asemenea subiecții au refuzat să bea suc de portocale servit în bazinete de urină noi și sterilizate în prealabil, ei fiind informați de aceste lucruri. Același lucru s-a dovedit și în cazul în care subiecții au fost serviți cu budincă de ciocolată în formă de excremente. În urma acestor experimente s-a dovedit faptul că emoția dfe scârbă a fost produsă de asocierea psihologică negativă și nu din cauza calității sau gustului alimentelor servite.
La animale, după majoritatea cercetătorilor, nu există sentimentul de scârbă, chiar dacă și ele reacționează în mod asemănător omului (greață, vomă) în cazul unor gusturi dezagradabile. Animalele în cazul probării unui aliment cu gust neplăcut pot dezvolta o aversiune permanentă față de acel aliment. S-a experimentat pe lupi cărora li s-a dat carne de miel care le-a provocat acestora tulburări digestive și vomă fapt care a dus la crearea unei aversiuni a acestor lupi la vederea cărnii de oaie.